# ジホスホトランスフェラーゼ

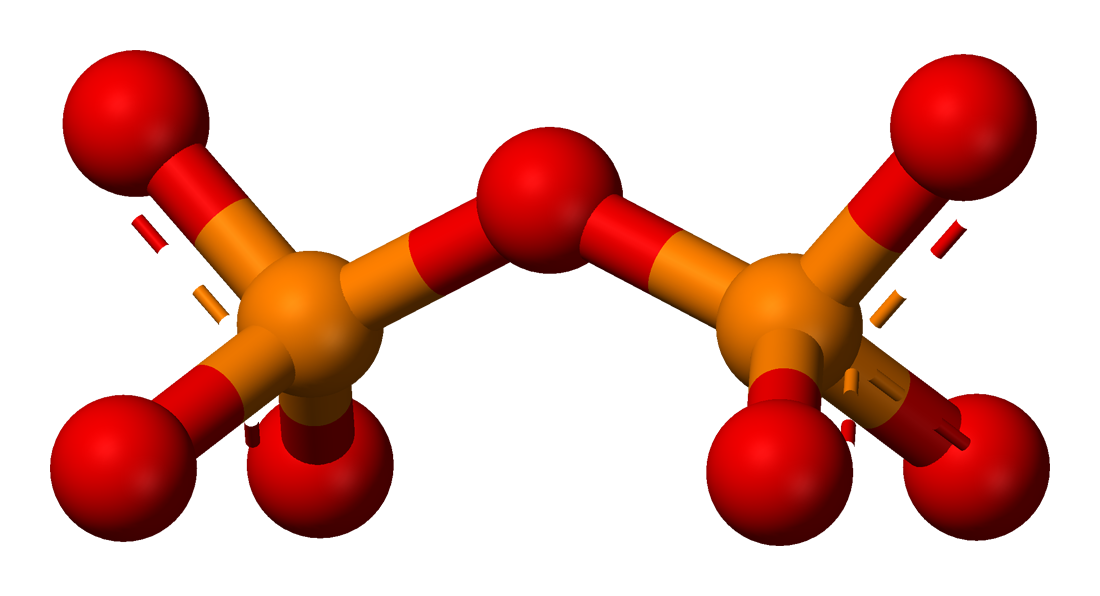
ピロリン酸の球棒モデル

ジホスホトランスフェラーゼ（Diphosphotransferase）は、ピロリン酸基のホスホトランスフェラーゼである。
EC番号2.7.6に分類される。

## 酵素
- EC.2.7.6.1 リボースリン酸ジホスホキナーゼ
- EC.2.7.6.2 チアミンピロホスホキナーゼ
- EC.2.7.6.3 2-アミノ-4-ヒドロキシ-6-ヒドロキシメチルジヒドロプテリジンジホスホキナーゼ
- EC.2.7.6.4 ヌクレオチドジホスホキナーゼ
- EC.2.7.6.5 GTPジホスホキナーゼ